# Заводський район (Миколаїв)
Заво́дський райо́н — адміністративно-територіальна одиниця міста Миколаєва.

## Назва

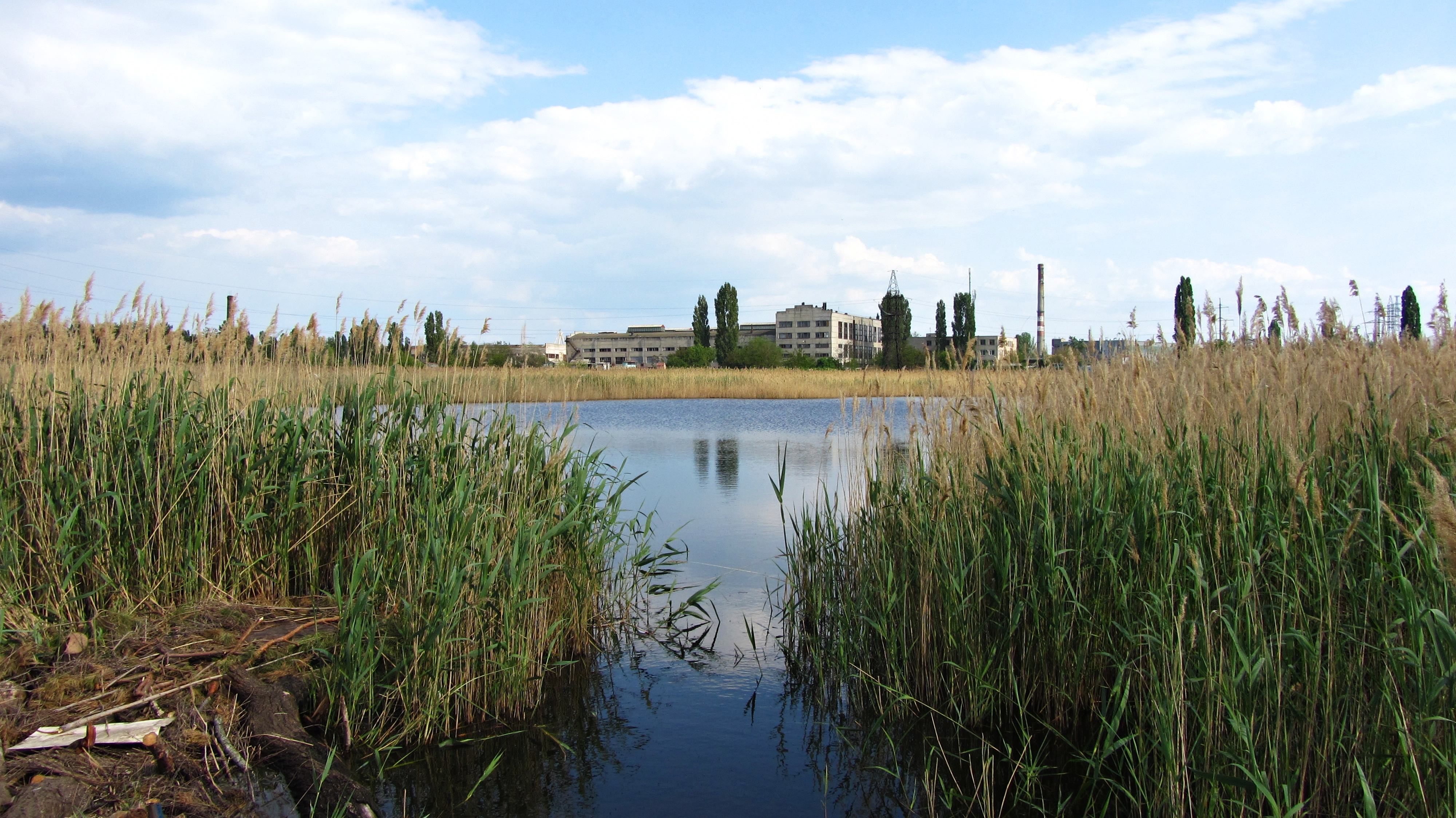
Озеро в Лісках

Свою назву район отримав не від слова «завод», а від слова «заводь», якими рясніє район, що розташований по обом берегам Бугу.

## Загальна характеристика
Територія району складає 27 км². Включає 173 вулиці і провулки, довжина шляхів загального користування — 112 км. Населення району складає близько 130 тис. осіб, з яких 25 тис. осіб мешкають у приватному секторі, житловий фонд якого складає 6 620 будинків.

## Історія
Район утворений у червні 1940 року.

## Населення
| Рік  | Кількість населення |
| ---- | ------------------- |
| 1959 | 40 292              |
| 1970 | 73 359              |
| 1979 | 115 567             |
| 1989 | 131 778             |
| 2001 | 132 341             |
| 2008 | 131 569             |

### Мова
Розподіл населення за рідною мовою за даними перепису 2001 року:
| Мова       | Відсоток |
| ---------- | -------- |
| російська  | 61,68%   |
| українська | 37,48%   |
| вірменська | 0,15%    |
| румунська  | 0,15%    |
| білоруська | 0,08%    |
| болгарська | 0,04%    |
| інші       | 0,42%    |

## Географія
Район розташований на заході міста. Омивається водами Бузького лиману. Межує з Центральним та Інгульським районами. На лівобережжі розташовані місцевості Ліски, Намив й Слобідка, Ліски-2, а також компактні мікрорайони самозабудов, що склалися історично (Залізничне селище, робітниче селище Ялти, Абісинія). На правобережжі — Велика Корениха й Мала Корениха.

## Промисловість

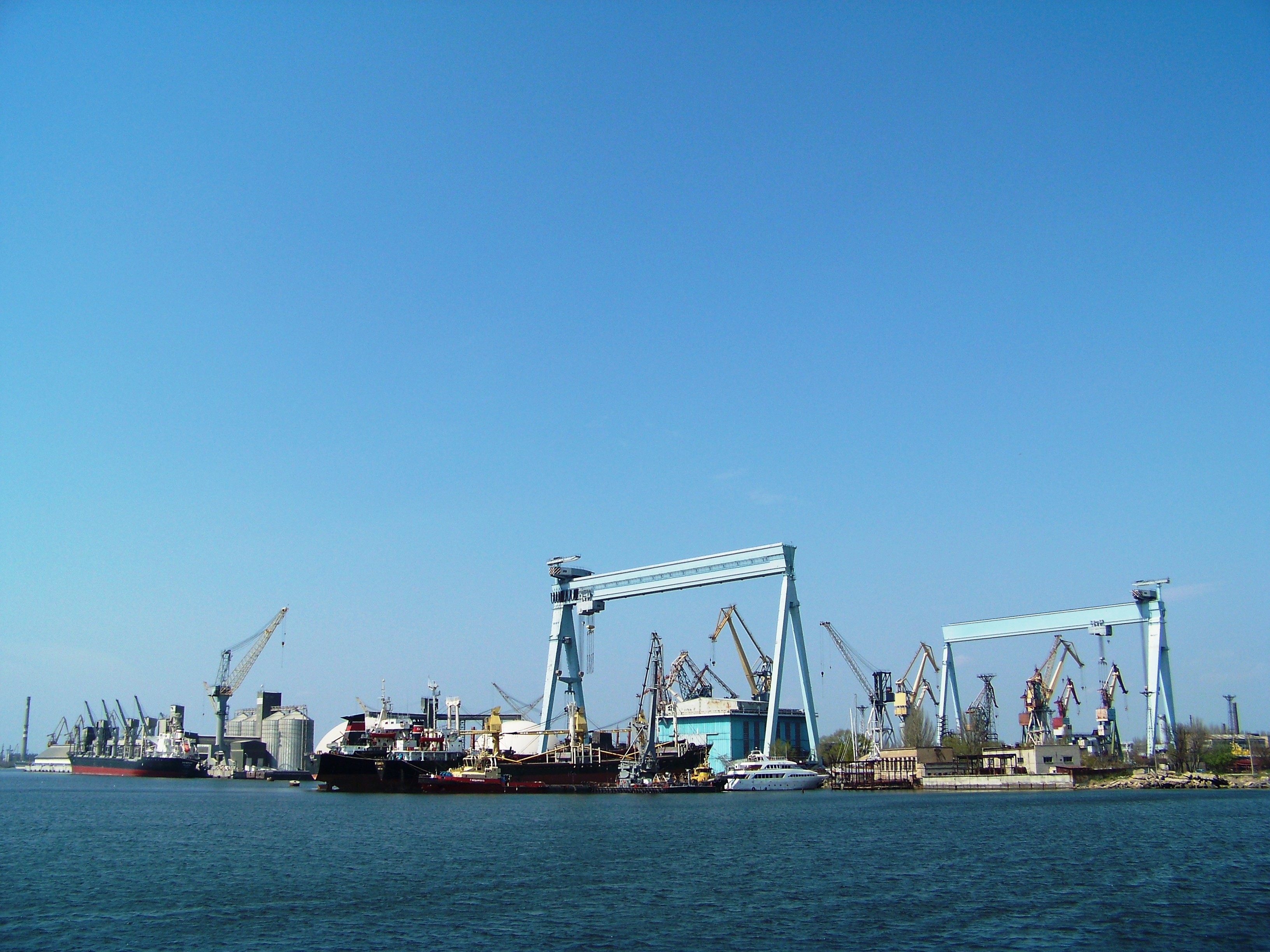
Чорноморський суднобудівний завод

Заводський район за весь час свого існування є основним промисловим районом м. Миколаєва. 36,8 % усіх промислових підприємств, наприклад, ДАХК «Чорноморський суднобудівний завод», завод ЗБВ, «Екватор», СП «Нібулон», мелькомбінат, морський і річковий порти, портовий елеватор, ЗАТ «Індодежда», ПП «Вікі». З 1901 року працював Миколаївський лікеро-горілчаний завод (ліквідований у 2010).